# Carry Fire
Albums de Robert Plant
Lullaby and… The Ceaseless Roar
(2014)
Carry Fire est le onzième album studio de Robert Plant, sorti le 13 octobre 2017.
Pour cet opus, Robert Plant est accompagné de son groupe, The Sensational Space Shifters.
L'album se classe 3e au UK Albums Chart et 4e au Billboard 200.

## Titres
| No  | Titre                                                  | Auteur                                                             | Durée |
| --- | ------------------------------------------------------ | ------------------------------------------------------------------ | ----- |
| 1.  | The May Queen                                          | Robert Plant, Justin Adams, John Baggott, Billy Fuller, Liam Tyson | 4:14  |
| 2.  | New World...                                           | Plant, Baggott, Fuller, Dave Smith, Liam Tyson                     | 3:29  |
| 3.  | Season's Song                                          | Plant, Adams, Baggott, Fuller, Tyson                               | 4:19  |
| 4.  | Dance with You Tonight                                 | Plant, Adams, Baggott, Fuller, Smith, Tyson                        | 4:48  |
| 5.  | Carving up the World Again... A Wall and Not a Fence   | Plant, Adams, Baggott, Fuller, Tyson                               | 3:55  |
| 6.  | A Way with Words                                       | Plant, Adams, Baggott                                              | 5:18  |
| 7.  | Carry Fire                                             | Plant, Adams, Baggott, Fuller, Smith, Tyson                        | 5:28  |
| 8.  | Bones of Saints                                        | Plant, Adams, Fuller, Smith, Tyson                                 | 3:47  |
| 9.  | Keep It Hid                                            | Plant, Adams, Baggott                                              | 4:07  |
| 10. | Bluebirds over the Mountain (featuring Chrissie Hynde) | Ersel Hickey                                                       | 4:58  |
| 11. | Heaven Sent                                            | Plant, Adams, Baggott, Fuller, Smith, Tyson                        | 4:39  |

## Musiciens
- Robert Plant : chant
- Seth Lakeman : alto, violon
- Redi Hasa : violoncelle

- Chrissie Hynde : chant

### The Sensational Space Shifters
- Justin Adams : guitare
- Liam « Skin » Tyson : guitare
- John Baggott : claviers
- Billy Fuller : basse
- Dave Smith : batterie